# Franklin (contea di Oakland, Michigan)
Franklin è un villaggio degli Stati Uniti d'America, situato nello Stato del Michigan, nella contea di Oakland.